# Sparrsätra
Sparrsätra, Sparrsätraby är kyrkbyn i Sparrsätra socken i nordvästra delen av Enköpings kommun, Uppland.
Kyrkbyn består av enfamiljshus samt bondgårdar kring Sparrsätra kyrka och är belägen vid länsväg C 510.
Sparrsätraby är den del av bebyggelsen som ligger cirka 500 meter nordväst om kyrkbyn. Även denna del består av enfamiljshus samt bondgårdar. Sparrsätraby genomkorsas av länsväg C 511.